# Lluís Flotats i Canal
LLuís Flotats i Canal (Barcelona, 1917 - Barcelona, 1987) va ser un pintor català. Es formà a l'Escola de Belles Arts i a l'Escola Massana, de Barcelona. Exposà a Barcelona, Mallorca, París, Montevideo, Caracas, Miami i Madrid. Residí i exposà a París (1950-51). S'establí a Veneçuela (1955), on assolí un cert prestigi. Tot i que al principi conreà l'abstracció esporàdicament, el seu estil s'inclou dins un realisme convencional.